# Massacro di Kafr Qasim
Il massacro di Kfar Qasim (in arabo  مذبحة كفر قاسم ‎?, in ebraico טבח כפר קאסם‎?) è un crimine di guerra avvenuto nel villaggio arabo di Kafr Qasim (in arabo  كفر قاشم‎?) situato al confine fra Israele e la Cisgiordania nell'area del cosiddetto Triangolo  (in ebraico: HaMeshulash; in arabo المثلث‎?, al-Muthallath) - passato a Israele dopo l'armistizio fra i due Paesi - perpetrato la sera del 29 ottobre 1956 da un commando del MAGAV, la polizia di frontiera israeliana, che uccise a sangue freddo 49 arabi israeliani civili disarmati: 19 uomini, 6 donne e 23 bambini di età compresa fra gli 8 e i 17 anni, incluso un bambino di cui una delle donne era in attesa. È ritenuto "il peggior episodio negli annali delle atrocità" [commesse da forze armate israeliane ai danni di arabi palestinesi]" dopo il massacro di al-Dawayima del 1948.
Il massacro fa parte del piano Hafarperet ("piano Talpa", in lingua ebraica) concepito dal governo di Ben Gurion per terrorizzare gli arabi di Israele e farli fuggire dal Paese. 

## Antefatti
Allo scoppio della crisi di Suez, i servizi segreti israeliani prevedevano che la Giordania sarebbe entrata nel conflitto al fianco dell'Egitto.. In conseguenza di queste informazioni Israele dispose truppe lungo la frontiera con la Giordania.
Dal 1949 al 1966 i cittadini arabi israeliani furono considerati popolazione ostile e i maggiori centri arabi erano governati da amministrazioni militari divisi in diversi distretti. Pertanto, a diversi battaglioni di Polizia di Frontiera (MAGAV), sotto il comando del colonnello Yissachar Shadmi dell'esercito, fu ordinato di prepararsi a difendere il settore lungo il confine, ufficialmente denominato come Distretto Centrale e comunemente noto come Il Triangolo.

## Il massacro
Il 29 ottobre 1956 l'esercito israeliano ordinò che tutti i villaggi arabi prossimi al confine con la Giordania fossero posti sotto stretto coprifuoco bellico dalle 5 del pomeriggio alle 6 del mattino del giorno seguente: ogni arabo che non lo avesse rispettato sarebbe stato ucciso. L'ordine fu diramato alla polizia di frontiera prima che fosse messo a conoscenza della maggior parte degli arabi dei villaggi e quindi molti di loro, ignari delle nuove disposizioni, erano al lavoro nei campi in quel momento. Quella mattina Shadmi era al comando del servizio del Triangolo e ricevette l'ordine di adottare tutte le misure affinché fosse assicurata la calma nella zona al confine giordano e, radunati tutti gli agenti di polizia di frontiera sotto il suo comando, ordinò loro di "sparare a vista" a ogni abitante arabo che avesse violato il coprifuoco nei dodici villaggi sotto la sua giurisdizione. Alle 4:30 del pomeriggio il mukhtar (sindaco) del villaggio fu informato della variazione e quando chiese ai militari israeliani cosa sarebbe accaduto ai circa 400 abitanti che erano al lavoro nei campi, lontani dal villaggio, e che non erano al corrente delle nuove regole, un ufficiale israeliano gli assicurò che se ne sarebbero presi cura loro. Quando la notizia del nuovo coprifuoco si diffuse, molti lavoratori ritornarono immediatamente al villaggio, ma altri non lo fecero.
Tra le 5 e le 6:30 del pomeriggio, in 9 distinti punti, il plotone comandato dal tenente Gabriele Dahan, che controllava Kafr Qasim, uccise 19 uomini, 6 donne, 10 adolescenti maschi fra 14 e i 17 anni, 6 ragazzine fra i 12 e i 15 anni e 7 bambini fra gli 8 e i 13 anni che non avevano fatto ritorno a casa in tempo per rispettare il nuovo coprifuoco. Un militare israeliano, Shalom Ofer, ammise successivamente:  Ci siamo comportati come tedeschi, automaticamente, senza pensare, ma non espresse mai rimorso o pentimento per quanto aveva fatto.

## Processo giudiziario
Gli appartenenti al MAGAV accusati della strage furono processati, dichiarati colpevoli e condannati a pene dai 7 ai 17 anni.
Il comandante di brigata fu condannato al pagamento simbolico di 10 prutot (vecchi centesimi israeliani).
La corte israeliana ritenne che l'ordine di uccidere i civili fu "palesemente illegale". Ad ogni modo, tutte le pene furono successivamente ridotte, ed alcuni dei condannati ricevettero il perdono presidenziale. Tutti i condannati furono rilasciati entro il novembre del 1959.

## Fatti successivi
Uno dei condannati, Gabriel Dahan, fu successivamente nominato a capo dell' "Ufficio Affari Arabi" della città di Ramla.
Issachar (Yissachar) "Yiska" Shadmi - l'ufficiale più alto in grado condannato per la strage - poco prima della sua morte affermò di essere convinto che il processo fosse stato deviato per proteggere influenti esponenti delle forze armate e del mondo politico, incluso il Primo Ministro David Ben Gurion, dalle responsabilità del massacro, ritraendo gli accusati come un gruppo di soldati farabutti piuttosto che come militari che stavano eseguendo degli ordini impartiti da superiori.
Nel dicembre del 2007 il Presidente di Israele Shimon Peres si scusò ufficialmente per il massacro.
Nell'ottobre del 2021 una proposta della coalizione Lista Comune - un raggruppamento politico israeliano formata da partiti che rappresentano gli arabo-israeliani - per far riconoscere ufficialmente il massacro fu bocciata dalla Knesset.